# Citroën Dyane
De Dyane is een auto van de Franse autofabrikant Citroën. In 1967 rolde de eerste Dyane uit de fabrieken en in 1983 de laatste, al werd de bestelversie, de Acadiane, nog tot 1987 gemaakt. In totaal zijn er 1.697.976 van geproduceerd, waarvan 1.444.583 Dyanes en 253.393 Acadianes.

## Geschiedenis
Rond de tweede helft van de jaren zestig daalden de verkoopcijfers van de 2CV, voornamelijk door de concurrentie (Renault 4) maar ook door eigen modellen met krachtigere motoren zoals de Ami 6. Toenmalige directeur Pierre Bercot wilde snel een echte concurrent voor de R4. De Ami bediende toch een wat ander marktsegment.

### Eisen aan het ontwerp

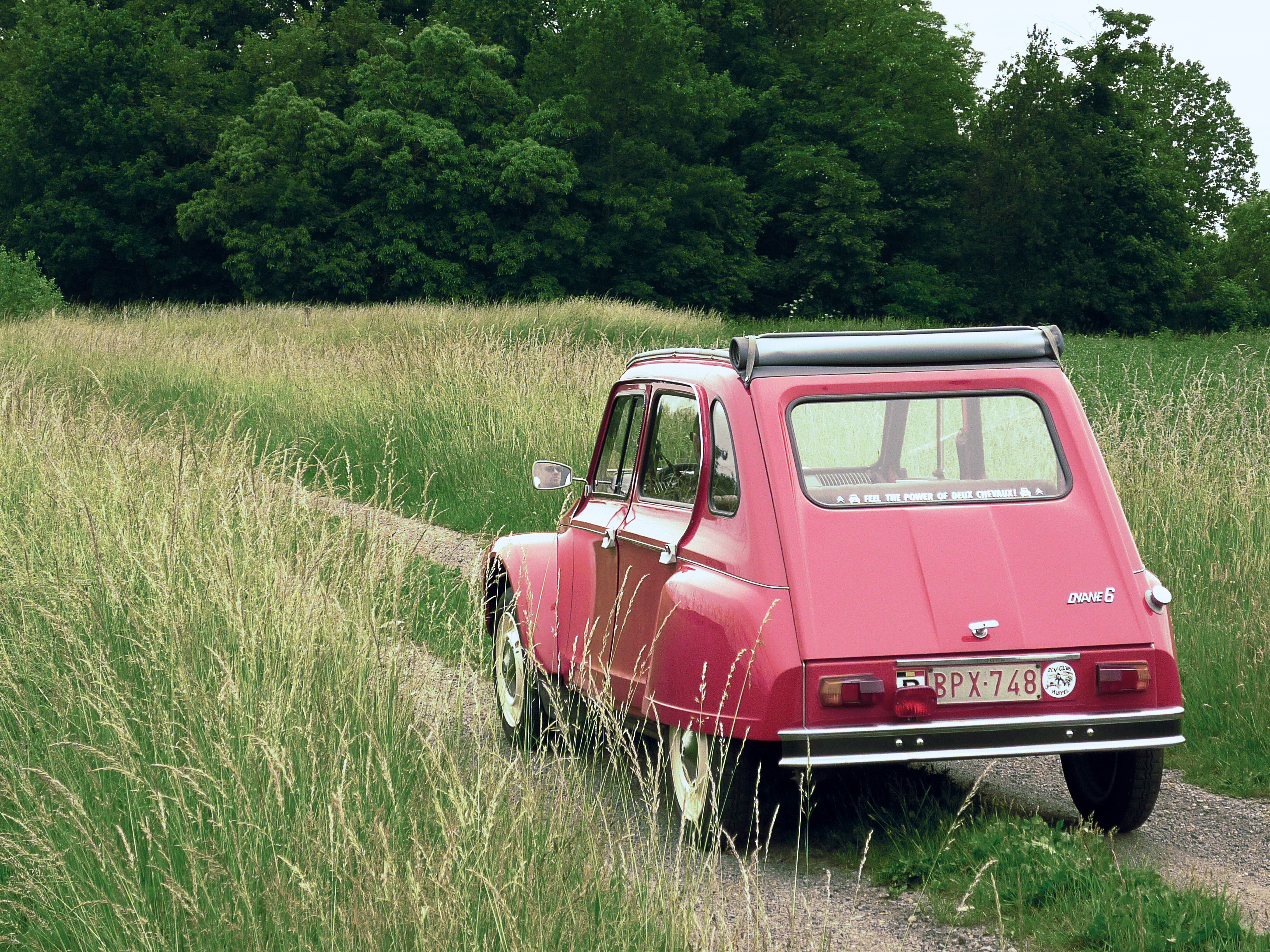
Dyane 6 (1972)

Bercot stelde zelf het eisenpakket op:
- concurreren met de Renault 4
- vijfde deur (alhoewel hij daar eigenlijk niet vóór was; dat vond hij iets voor bestelauto's)[bron?]
- niet meer dan 2 fiscale pk's, de Renault viel in een hogere klasse
- low budget, dus zo veel mogelijk hergebruik van onderdelen van de Ami en 2CV
- de auto moest op dezelfde productielijn als de 2CV gemaakt worden

Vooral dit laatste is bepalend geworden voor de Dyane. Als van dezelfde productiefaciliteiten gebruik kon worden gemaakt als die van de 2CV, scheelde dat veel in de kosten. Bovendien, als het model goed aansloeg, zou de productie van de 2CV geruisloos kunnen worden vervangen door die van het nieuwe model. De keerzijde was echter dat de buitenmaten van de nieuwe auto, en vooral de breedte, daarmee vastgesteld waren. Breder dan de 2CV kon niet.

### Ontwerp door Panhard
Bercot had wel een organisatorisch probleem. Het stylingbureau van Citroën was bedolven onder het werk. Daarbij was het hoofd van de afdeling, Flaminio Bertoni, net overleden en Robert Opron benoemd tot zijn opvolger. Op het programma stonden onder andere de restyling van de DS, die van de Ami 6, en er liepen projecten als de F enzovoorts. Bercot besloot om de vormgeving uit te besteden aan het ontwerpbureau van Panhard, de oudste nog bestaande automobielfabrikant van Frankrijk, deels eigendom van Citroën.
Bij Panhard ging Louis Bionier aan de slag. Toen hij in het voorjaar van 1965 de eerste schetsen liet zien, was de directie van Citroën niet erg tevreden. De neus was te massief en leek te veel op de Ami 6. Ook de achterkant kon geen goedkeuring wegdragen.

### Verfijnd door Citroën

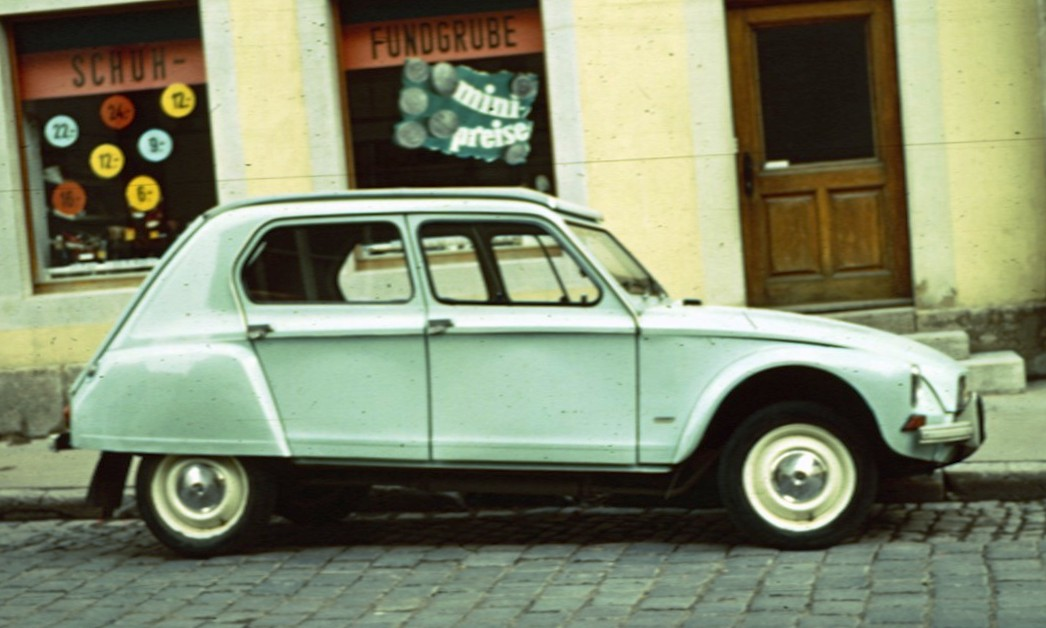
De eerste modellen hadden nog geen derde zijruit in de C-stijl.

In plaats van Bionier met huiswerk terug te sturen, liet Citroën het aanpassen over aan Jacques Charreton die net in dienst was getreden. Hij heeft uiteindelijk de karakteristieke neus en achteraanzicht bedacht. Charreton had oorspronkelijk vierkante koplampen willen hebben. Dat was te duur; uiteindelijk kreeg de Dyane ronde koplampen met daaromheen een vierkante sierring. Het dashboard is van de hand van Henry Dargent. Zijn ontwerp voor het Dyane-dashboard is vrijwel ongewijzigd overgenomen voor de Ami 8.
De holle deuren zijn geen stilistisch grapje. Om stevig te zijn mochten de deuren niet vlak zijn. Ideaal gezien moesten ze dus bol worden. Omdat hiermee de totale breedte van de auto die van de 2CV-productielijn zou worden overschreden, werden ze hol gemaakt. Flaminio Bertoni zou dat ook al eens bedacht hebben waarbij hij hoopte dat holle deuren geluid zouden weerkaatsen als een spiegel.

### Naam en techniek
De naam kwam uit de archieven van Panhard, dat naast de merknamen Dyna, Dynavia en Dynamic ook Dyane had gedeponeerd. En aangezien Citroën toch eigenaar was van Panhard, was dat snel te regelen. Enige associatie met de Romeinse godin van de jacht werd door Opron stellig ontkend. De bij Cimos in Joegoslavië gebouwde Dyane's droegen de typeaanduiding Diana. In Vlaanderen werden de Dyane en 2CV in de volksmond een "Geit" genoemd, in tegenstelling tot de benaming "(Lelijke) Eend" die in Nederland voor een 2CV gebruikt werd.
Het onderstel van de Dyane is identiek aan dat van de Citroën 2CV. Oorspronkelijk had de Dyane een 425 cc motor. In 1968 volgde de 435 cc en de 602 cc motor (de Dyane 6). Vanaf 1977 had de Dyane schijfremmen voor.

### Populariteit
Ondanks dat de Dyane in feite niet veel meer was dan een modernere, opgewaardeerde versie van de toen al oudere 2CV werd de Dyane met een totale productie van bijna 1,5 miljoen exemplaren best een succes, vooral in landen als Engeland en Italië. Het succes was echter niet groot genoeg om de verouderde 2CV uiteindelijk te kunnen vervangen, waardoor de productie van de Dyane in 1983 werd gestaakt terwijl de 2CV nog tot 1990 in productie bleef. Mede door de handige vijfde deur was het een prima concurrent voor de Renault 4 maar voor veel mensen was de Dyane het toch net niet en zo overleefde de 2CV alsnog de Dyane. Ook ruim 25 jaar na het beëindigen van de productie is de Dyane nog steeds minder populair dan de 2CV, ondanks dat het model beter inelkaar is gezet, wat comfortabeler is, vlotter en door de vijfde deur een stuk praktischer.

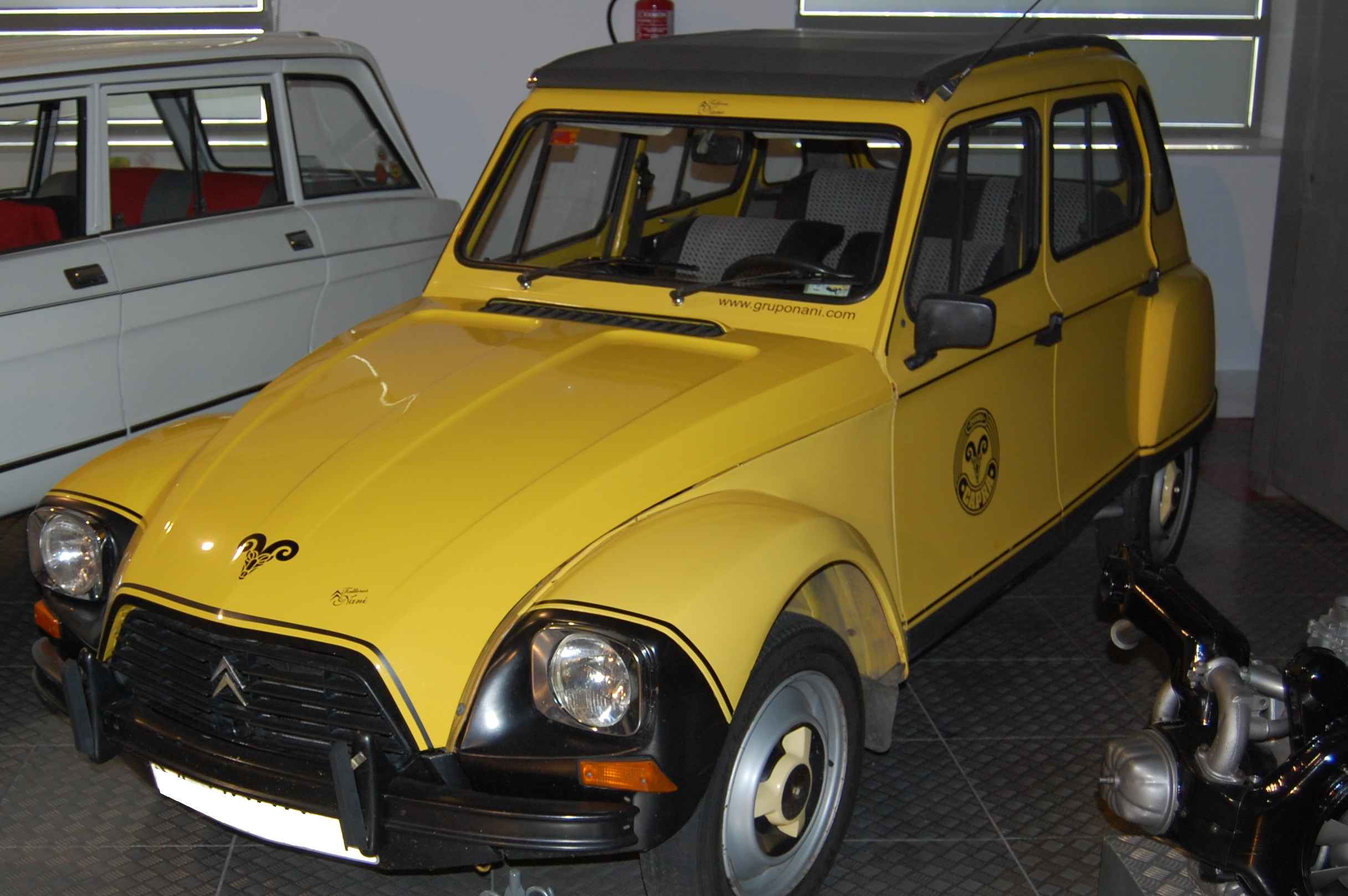
Gelimiteerd Spaans actiemodel Dyane Capra.

Net als bij de 2CV kende de Dyane enkele beperkt leverbare actiemodellen. De meest bekende is de Dyane Caban die 1977 verscheen en onder andere in Nederland werd geleverd. Maar ook in andere landen werden speciale modellen op de markt gebracht. In Engeland kende men bijvoorbeeld de Dyane Côte d'Azur en in Portugal de Dyane Nazaré, de Dyanissima en de Argent. In Spanje werden in 1981 de geel-zwarte Dyane Capra en de Edelweiss uitgebracht. De laatste week op een behoorlijk aantal details af van de normale Dyane 6 en had een beperkte oplage van 750 stuks in blauw metallic met matzwarte accenten.